# Aghyabadi
Aghyabadi (en  azerí: Ağcabədi) es una localidad de Azerbaiyán, en el raión de Aghyabadi.
Se encuentra a una altitud de 16 m sobre el nivel del mar.

## Demografía
Según estimación 2010 contaba con 38 812 habitantes.

## Personajes reconocidos
- Uzeyir Hajibeyov (1885–1948), compositor, director de orquesta, musicólogo, publicista, dramaturgo y traductor